# Adolfo Ruiz
Adolfo Ruiz (Antajé, ca. 1855 - Santiago del Estero, 23 de septiembre de 1906) fue un hacendado y político argentino, que ejerció como Gobernador de la provincia de Santiago del Estero entre 1895 y 1898.

## Biografía
Hijo ilegítimo de Hilarión Iramain y Luisa Ruiz, era sobrino de Maximio Ruiz, que llegaría a ser gobernador entre 1889 y 1892. Ejerció como profesor en su juventud.
Inició su carrera política durante la década de 1880, y ocupó distintos cargos públicos, entre ellos el de diputado provincial, convencional constituyente, jefe de la Policía durante la gestión de su tío Adolfo Ruiz, y diputado al Congreso de la Nación Argentina. La crisis política que sobrevino al derrocamiento y fallecimiento del caudillo local Absalón Rojas, que le costó el cargo al médico Gelasio Lagar y a la provincia una nueva intervención federal, triunfó en las elecciones del año 1895.
Asumió su gobierno el 19 de enero de 1896, acompañado por Melitón Bruchmann como vicegobernador, con Pablo Lascano como ministro de Gobierno.
Su principal preocupación era promover el riego, de modo que contrató al ingeniero Carlos Cassaffousth para la construcción de grandes canales que permitieron extender la superficie regada en 26 500 ha y varias obras de defensa contra las crecientes del río Dulce. Para sufragar estos gastos se vendieron enormes superficies de campos de la provincia —unos 2 000 000 de hectáreas— pero, debido a la urgencia, debió venderlas a precios irrisorios, fomentando la creación de enormes latifundios, como los que crearon Luis E. Zuberbuhler, Ramón Santamarina y Leonardo Pereyra Iraola.
Durante su gestión se fijaron definitivamente las fronteras de la provincia con el Territorio Nacional del Chaco, pero la mayor parte de las tierras incorporadas fueron subastadas para crear grandes latifundios, de modo que la economía de la provincia y las finanzas del gobierno no se beneficiaron en absoluto.
Se reorganizaron las fuerzas militares en previsión de un posible conflicto limítrofe con Chile. Se creó el Consejo Provincial de Higiene Pública y se aprobó un Código Rural
La situación política no mejoró respecto de las crisis sucesivas que se venían gestando: el senador y luego diputado nacional Pedro García y el senador nacional Pedro Barraza conspiraban públicamente y, aunque fracasaron en sucesivos intentos de tomar el poder por la fuerza, amenazaban continuamente la tranquilidad pública. El jefe de policía, José Silvetti, decidió resolver la situación por la fuerza, y mandó arrestar a los periodistas de la oposición. Acto seguido ordenó el arresto del diputado García, pero considerando que —debido a sus fueros parlamentarios— quedaría en libertad, ordenó su asesinato; el 27 de agosto de 1898, García moría de un balazo por la espalda, en su propio dormitorio.
El gobernador Ruiz era perfectamente ajeno a esta situación, y respondió rápidamente haciendo arrestar y procesar a Silvetti y a los autores materiales del crimen. Pero el escándalo sacudió a la opinión pública nacional, la Cámara de Diputados envió a la provincia una comisión investigadora, y —sin esperar los informes de la misma— el Congreso sancionó la intervención federal. El 6 de septiembre, Ruiz debió entregar el mando al interventor Benjamín Figueroa. Éste clausuró la Legislatura y produjo una cesantía masiva de empleados públicos.
Ruiz se retiró a sus actividades privadas, confiando en que —al menos— el juicio a Silvetti lo vindicaría; no obstante, el ex comisario se fugó del Hospital en 1903, el mismo día en que debía comunicársele la sentencia, y nunca más se supo de él.